# Mistrzostwa Polski w Biathlonie 2012
45. Mistrzostwa Polski w biathlonie 2012 składały się z dwóch części zawodów, które odbyły się w Jakuszycach w dniach 27–29 grudnia 2011 oraz w Wiśle w dniach 23–25 marca 2012 roku.

## Mężczyźni

### Sprint (10 km)[2]
| M | Zawodnik        | Klub             | Czas    | Kary |
| - | --------------- | ---------------- | ------- | ---- |
| 1 | Tomasz Sikora   | AZS AWF Katowice | 27:28,5 | 1    |
| 2 | Łukasz Szczurek | BKS Kościelisko  | + 4,3   | 1    |
| 3 | Adam Kwak       | BKS Kościelisko  | + 42,4  | 2    |

Data: 28.12.2011

### Bieg pościgowy (12,5 km)[3]
| M | Zawodnik       | Klub             | Czas     | Kary |
| - | -------------- | ---------------- | -------- | ---- |
| 1 | Tomasz Sikora  | AZS AWF Katowice | 39:35,9  | 3    |
| 2 | Mirosław Kobus | AZS AWF Katowice | + 2:20,5 | 4    |
| 3 | Rafał Lepel    | AZS AWF Katowice | + 2:37,4 | 6    |

Data: 25.03.2012

### Bieg masowy (15 km)[4]
| M | Zawodnik            | Klub             | Czas    | Kary |
| - | ------------------- | ---------------- | ------- | ---- |
| 1 | Tomasz Sikora       | AZS AWF Katowice | 39:37,6 | 3    |
| 2 | Krzysztof Pływaczyk | BKS Kościelisko  | + 37,3  | 4    |
| 3 | Łukasz Szczurek     | BKS Kościelisko  | + 44,8  | 4    |

Data: 29.12.2011

### Bieg indywidualny (20 km)[5]
| M | Zawodnik       | Klub             | Czas     | Kary |
| - | -------------- | ---------------- | -------- | ---- |
| 1 | Tomasz Sikora  | AZS AWF Katowice | 58:27,3  | 4    |
| 2 | Mirosław Kobus | AZS AWF Katowice | + 58,7   | 2    |
| 3 | Rafał Lepel    | AZS AWF Katowice | + 2:28,7 | 4    |

Data: 24.03.2012

### Sztafeta 4×7,5km[6]
| M | Klub               | Zawodnicy                                                         | Czas             |
| - | ------------------ | ----------------------------------------------------------------- | ---------------- |
| 1 | AZS AWF Katowice   | Mirosław Kobus Tomasz Sikora Grzegorz Bril Rafał Lepel            | 1:30.10,9 (4+10) |
| 2 | BKS WP Kościelisko | Grzegorz Jakubowicz Adam Kwak Krzysztof Pływaczyk Łukasz Szczurek | + 1.38,1 (1+10)  |
| 3 | AZS AWF Wrocław    | Piotr Kotas Mateusz Stec Przemysław Sobies Łukasz Słonina         | + 8.39,3 (4+13)  |

Data: 24.03.2012

## Kobiety

### Sprint (7,5 km)[2]
| M | Zawodniczka    | Klub               | Czas    | Kary |
| - | -------------- | ------------------ | ------- | ---- |
| 1 | Karolina Pitoń | BKS WP Kościelisko | 24:53,7 | 2    |
| 2 | Krystyna Pałka | AZS AWF Katowice   | + 13,7  | 5    |
| 3 | Monika Hojnisz | UKS Lider Katowice | + 56,4  | 3    |

Data: 28.12.2011

### Bieg pościgowy (10 km)[3]
| M | Zawodniczka                  | Klub                        | Czas     | Kary |
| - | ---------------------------- | --------------------------- | -------- | ---- |
| 1 | Krystyna Pałka               | AZS AWF Katowice            | 32:22,7  | 3    |
| 2 | Weronika Nowakowska-Ziemniak | AZS AWF Katowice            | + 55,8   | 2    |
| 3 | Agnieszka Cyl                | MKS Karkonosze Jelenia Góra | + 2:06,8 | 4    |

Data: 25.03.2012

### Bieg masowy (12,5 km)[4]
| M | Zawodnik                     | Klub               | Czas     | Kary |
| - | ---------------------------- | ------------------ | -------- | ---- |
| 1 | Weronika Nowakowska-Ziemniak | AZS AWF Katowice   | 38:44,3  | 6    |
| 2 | Monika Hojnisz               | UKS Lider Katowice | + 1:32,2 | 7    |
| 3 | Karolina Pitoń               | BKS WP Kościelisko | + 2:23,3 | 6    |

Data: 29.12.2011

### Bieg indywidualny (15 km)[5]
| M | Zawodnik                     | Klub                        | Czas     | Kary |
| - | ---------------------------- | --------------------------- | -------- | ---- |
| 1 | Krystyna Pałka               | AZS AWF Katowice            | 52:57,7  | 4    |
| 2 | Agnieszka Cyl                | MKS Karkonosze Jelenia Góra | + 59,7   | 3    |
| 3 | Weronika Nowakowska-Ziemniak | AZS AWF Katowice            | + 1:15,7 | 4    |

Data: 24.03.2012

### Sztafeta 4×6km[6]
| M | Klub                        | Zawodniczki                                                                   | Czas             |
| - | --------------------------- | ----------------------------------------------------------------------------- | ---------------- |
| 1 | AZS AWF Katowice            | Patrycja Hojnisz Weronika Nowakowska-Ziemniak Krystyna Pałka Beata Szymańczak | 1:33.57,2 (6+17) |
| 2 | BKS WP Kościelisko          | Maria Bukowska Karolina Pitoń Katarzyna Leja Anna Mąka                        | + 4.52,7 (0+6)   |
| 3 | MKS Karkonosze Jelenia Góra | Kamila Buchla Magdalena Nykiel Iga Kordasiewicz Agnieszka Cyl                 | + 11.27,7 (4+19) |

Data: 24.03.2012